# 逢坂浩司
逢坂 浩司（おうさか ひろし、1963年6月20日 - 2007年9月24日）は、日本の男性アニメーター、キャラクターデザイナー、イラストレーター。株式会社ボンズ取締役。大阪府寝屋川市出身。嵯峨美術短期大学卒業。
別名義として、才谷梅太郎や大阪太郎がある。

## 略歴
谷口守泰に師事。1983年、短大生の頃からアルバイトで、谷口が主宰する作画スタジオ「アニメアール」においてサンライズ製作のアニメに参加。
毛利和昭、加瀬政広、貴志夫美子、吉田徹、柳沢まさひで、沖浦啓之、黄瀬和哉らとアニメアール黄金期を彩ったスター・アニメーターの1人。またアール時代の後輩、木村貴宏は逢坂を師匠と仰いでいた。
1991年にアニメアールを退社。フリーランスのアニメーターとしてサンライズの作品を中心に活動した後、アールの後輩、小森高博とともにボンズの設立に携わり、1998年取締役に就任。
またボンズ取締役就任までの間、才谷梅太郎名義で京都アニメーションの制作作品に数多く参加し、同社若手人材育成にも寄与していた。
この他、1999年の第4回アニメーション神戸では実践型ワークショップの講師を務めた。
2007年の春頃から体調が思わしくなく、寝屋川市の実家と病院にて療養中だったが、同年9月24日に癌のため、寝屋川市内の病院にて死去した。遺作はテレビアニメ『天保異聞 妖奇士』。44歳没。
没後、杉並アニメーションミュージアムで追悼展示会が、京都国際マンガミュージアムで追悼展示会がそれぞれ開催されている。
命日から1年後の2008年9月24日には、画集『逢坂浩司イラスト&ワークス』 (ISBN 4048542192) が発売された。

## 参加作品

### テレビアニメ
1983年
- 装甲騎兵ボトムズ（動画）

1984年
- 機甲界ガリアン（動画）
- 星銃士ビスマルク（作画監督・原画）
- 北斗の拳（第14話：原画・演出）※ノンクレジット　（第19話：演出）※才谷梅太郎名義

1985年
- 蒼き流星SPTレイズナー（原画）
- 忍者戦士飛影（原画）

1987年
- シティーハンター（原画）
- レモンエンジェル（作画監督）

1988年
- 鎧伝サムライトルーパー（作画監督・原画）

1989年
- シティーハンター3（作画監督）
- 獣神ライガー（作画監督）
- ドラゴンクエスト（作画監督・原画）
- YAWARA!（作画監督・原画）

1990年
- オバタリアン（作画監督）

1993年
- 機動戦士Vガンダム（キャラクターデザイン・作画監督・原画・OP）
- 疾風!アイアンリーガー（原画）

1994年
- 機動武闘伝Gガンダム（キャラクターデザイン・OP・作画監督[最終話]）

1995年
- 黄金勇者ゴルドラン（作画監督）　
- ふしぎ遊戯（作画監督）

1996年
- シティーハンタースペシャル ザ・シークレット・サービス（原画）
- 天空のエスカフローネ（アニメーションディレクター・作画監督・原画・OP）
- 爆走兄弟レッツ&ゴー!!（原画）
- マスターモスキートン（原画）

1998年
- カウボーイビバップ（作画監督・作画監督協力・原画・ED）

2000年
- 機巧奇傳ヒヲウ戦記（キャラクターデザイン・総作画監督・作画監督・OP/ED）

2001年
- 機動天使エンジェリックレイヤー（作画監督・作画監督補佐・原画・OP/ED）
- はじめの一歩（作画監督）

2002年
- ラーゼフォン（作画監督・作画監督補佐・原画）

2003年
- WOLF'S RAIN（作画監督・作画監督協力・原画・OP）
- スクラップド・プリンセス（原画）
- 鋼の錬金術師（作画監督補佐）

2004年
- KURAU Phantom Memory（原画）
- 絢爛舞踏祭 ザ・マーズ・デイブレイク（キャラクターデザイン・アニメーションディレクター・絵コンテ・作画監督・原画・OP）

2006年
- 獣王星（キャラクターデザイン・総作画監督・作画監督・OP/ED）
- 桜蘭高校ホスト部（レイアウト作画監督・原画）
- 天保異聞 妖奇士（ゲストキャラデザイン・キャラクター監修・作画監督・作画監督協力・原画・OP）　

### 劇場アニメ
1989年
- ギャラガ HYPER-PSYCHIC-GEO GARAGA（原画）
- シティーハンター 愛と宿命のマグナム（原画）
- ファイブスター物語（原画）

1990年
- シティーハンター ベイシティーウォーズ（原画）

1992年
- 機動戦士ガンダム0083 ジオンの残光（作画監督・原画）

1993年
- 機動戦士SDガンダムまつり SD戦国伝 天下泰平編（原画）

1995年
- マクロスプラス MOVIE EDITION（作画監督補佐・原画）

1996年
- 新きまぐれオレンジロード そして、あの夏のはじまり（原画）

1998年
- スプリガン（原画）

2000年
- 人狼 JIN-ROH（原画）
- 劇場版 エスカフローネ（作画監督・原画）

2001年
- カウボーイビバップ 天国の扉（作画監督）

2002年
- ラーゼフォン 多元変奏曲（作画監督）

2005年
- 劇場版 鋼の錬金術師 シャンバラを征く者（作画監督）

### OVA
1985年
- ドリームハンターレム（原画）※18禁

1986年
- 蒼き流星SPTレイズナー 刻印2000（原画）
- 機甲界ガリアン 鉄の紋章（原画）
- ドリームハンター麗夢II（作画監督）

1987年
- キャプテンパワー バトルトレーニングビデオ タイプ2、3（原画）
- Good Morningアルテア（メカ作画監督）
- 新くりいむレモン（原画）※18禁
- くりいむレモンスペシャル DARK（キャラクターデザイン・作画監督）※18禁
- ドリームハンター麗夢III（作画監督）
- ブラックマジック M-66（原画）
- PONY METAL U-GAIM（原画）

1989年
- 鎧伝サムライトルーパー外伝（原画）

1990年
- A.D.POLICE（原画）
- ロードス島戦記（原画）

1991年
- 機動戦士ガンダム0083 STARDUST MEMORY（作画監督・原画）

1992年
- BASTARD!! -暗黒の破壊神-（原画）

1993年
- KO世紀ビースト三獣士II（作画監督）
- ザ・コクピット（原画）
- X2 ダブルエックス（原画）

1994年
- おいら宇宙の探鉱夫（原画）
- マクロスプラス（作画監督補佐・原画）

1995年
- ヤマトタケル 〜After War〜（作画監督）
- GOLDEN BOY さすらいのお勉強野郎（作画監督・原画）
- 二匹の猫と元気な家族 ※クレジット表記不明

1996年
- 機動戦士ガンダム 第08MS小隊（作画監督協力・原画・ED）

2005年
- 鋼の錬金術師 PREMIUM COLLECTION「七大ホムンクルスVS国家錬金術師軍団」（作画監督協力）

### ゲーム
1994年
- 機動戦士ガンダム EX-REVUE（キャラクターデザイン）

1995年
- バトルロボット烈伝（オリジナルキャラクターデザイン）

1999年
- サイキックフォース2012（キャラクターデザイン）

2002年
- 機動戦士ガンダム戦記 Lost War Chronicles（キャラクターデザイン）

2003年
- 機動戦士ガンダム外伝 宇宙、閃光の果てに…（キャラクターデザイン）

2005年
- ゾイドフルメタルクラッシュ（キャラクターデザイン）

## 漫画
- ヒーリング・ラミネーター ジュン（アニメーションRE誌上に連載。同誌休刊により中断）